# Milena
Pour les articles homonymes, voir Milena (homonymie).
Milena (Milocca en sicilien) est une commune de la province de Caltanissetta en Sicile (Italie).

## Géographie
Milena est située en plein cœur de l'île, entre Agrigente et Caltanissetta, dont fait partie Libero Consorzio Comunale.

## Administration
| Période                                  | Période  | Identité          | Étiquette | Qualité |
| ---------------------------------------- | -------- | ----------------- | --------- | ------- |
| 27 mai 2003                              | En cours | Giovanni Randazzo |           |         |
| Les données manquantes sont à compléter. |          |                   |           |         |

### Hameaux
San Martino, Vittorio Veneto, Cavour, Piave, Crispi, Roma, Monte Grappa, Cesare Battista, Masaniello, San Miceli, Mazzini, Garibaldi, Balilla

### Communes limitrophes
Bompensiere, Campofranco, Grotte, Racalmuto, Sutera

### Jumelages
- Aix-les-Bains (France)